# エリザベス・アーデンvs.ヘレナ・ルビンスタイン -WARPAINT-
『エリザベス・アーデンvs.ヘレナ・ルビンスタイン -WARPAINT-』(英語: War Paint) は、スコット・フランケル作曲、マイケル・コリー作詞、ダグ・ライト脚本で2016年にシカゴのグッドマン・シアターで初演され、2017年にブロードウェイで上演されたミュージカルである。この作品は、リンディ・ウッドヘッドの 2004年の著書 War Paint と、アン・キャロル・グロスマン、アーニー・リースマンの2007年のドキュメンタリー映画 The Powder & the Glory に基づく。
このミュージカルは、20世紀の女性起業家エリザベス・アーデンとヘレナ・ルビンスタインのライバル関係を描く。日本では2023年に上演され、明日海りおがエリザベス・アーデン役を戸田恵子がヘレナ・ルビンスタイン役を演じた。